# Condado de Dickinson (Michigan)
O Condado de Dickinson é um dos 88 condados do estado americano de Michigan. A sede do condado é Iron Mountain, e sua maior cidade é Iron Mountain.
O condado possui uma área de 2 013 km² (dos quais 28 km² estão cobertos por água), uma população de 27 473 habitantes, e uma densidade populacional de 14 hab/km² (segundo o censo nacional de 2000). O condado foi fundado em 1896.